# هورست داسلر
هورست داسلر (بالألمانية: Horst Dassler)‏ (و. 1936 – 1987 م) هو شخصية أعمال ألماني، ولد في إرلنغن، توفي في إرلنغن، عن عمر يناهز 51 عاماً، بسبب سرطان.

## مناصب
تولى منصب رئيس مجلس الإدارة، أديداس (1984–1987)
- كبير الإداريين التنفيذيين، International Sport and Leisure [الإنجليزية]‏ (1983–1987)
- مؤسس  [لغات أخرى]‏، International Sport and Leisure [الإنجليزية]‏
- مؤسس  [لغات أخرى]‏، Arena S.p.A. [الإنجليزية]‏
- مؤسس  [لغات أخرى]‏، Pony (brand) [الإنجليزية]‏

.

## جوائز
حصل على جوائز منها:

الوسام الأولمبي

## روابط خارجية
- هورست داسلر على موقع مونزينجر (الألمانية)
- هورست داسلر على موقع أوليمبيديا (الإنجليزية)